# Пятино (Чебоксары)
Пятино́ (чув. Петтин Сали) — деревня, вошедшая в состав города Чебоксары.

## География
Деревня располагалась «на возвышенности, при овраге и речке Кувшин» (Большой Кувшин), юго-восточнее Чебоксар (в настоящее время — восточная часть города, Калининский район). 

## История
Деревня появилась в конце XVI — середине XVII веков: в это время вокруг Чебоксар, в Подгородном стане, дворянам и детям боярским были розданы поместья:40-41.
Согласно Переписной книге Чебоксарского уезда 1646 года деревня принадлежала помещику С.С. Пятину: 

«Поместья Семена Семенова сына Пятина починок Кувшин на речке Кувшинке». Двор крестьянский: 1 + 2 сына + 2 внука (сыновья старшего сына) + 2 внука (сыновья младшего сына). Всего в поместье 7 человек.— РГАДА, Ф. 1209
. 
Позднее деревней владели помещики С. Лакреев, Д. Шахов (1746) и Г. Ахматов, А. Шахова, Ф. Шахов (1770-е). 

По состоянию на 1860 год владелицей деревень Кочакова, Пятина и сельца Своебоярское была помещица Александра Ивановна Сокольская.
Религия
В конце XIX — начале XX века жители деревни были прихожанами чебоксарской Успенской церкви; церковь была закрыта в 1929 году, приход восстановлен в 1993 году.
Административно-территориальная принадлежность
До образования в 1920 году Чувашской автономной области деревня находилась в составе Чебоксарской волости Чебоксарского уезда Казанской губернии. До 1927 года в составе Чебоксарской волости Чебоксарского уезда Чувашской АО / Чувашской АССР, с 1 октября 1927 года — в Чебоксарском районе Чувашской АССР. 

С 25 октября 1979 года территория деревни передана Чебоксарскому горсовету (Калининский райсовет).

Сельские советы: с 1 октября 1927 года — Кочаковский, с 14 июня 1954 года — Соляновский.

## Название
Деревня получила название «Пятино» по фамилии помещиков — владельцев селения. 
Прежние названия
Починок Кувшин (1646); Кувшино Пятино тож (1746); Пятино (1770-е); Кувшин, Пятино тож (1781); Петино (1926).

## Население
| Год     | 1646                 | 1859 | 1897 | 1907 |
| ------- | -------------------- | ---- | ---- | ---- |
| Жителей | 7 чел. мужского пола | 127  | 313  | 262  |

Жители занимались земледелием, садоводством, огородничеством). В середине 1920-х годов в деревне имелись бондарное производство и производство колёс.

## Памятники и памятные места
Памятник воинам, павшим в Великой Отечественной войне 1941—1945 гг. (Чебоксары, ул. Ленинского Комсомола, 74).

## Прочее
- Топоним «Пятино» остался в названии остановок общественного транспорта[20][21][22].

## Комментарии
1. ↑  В документах о ссылке бояр Романовых встречается имя чебоксарского жильца, служилого феодала Семейки Пятина, который в августе 1602 года доставил из Нижнего Новгорода в Москву царю Борису Годунову грамоту стрелецкого головы С.Ю. Маматова, пристава при ссыльном Иване Никитиче Романове.